# Língua lígure

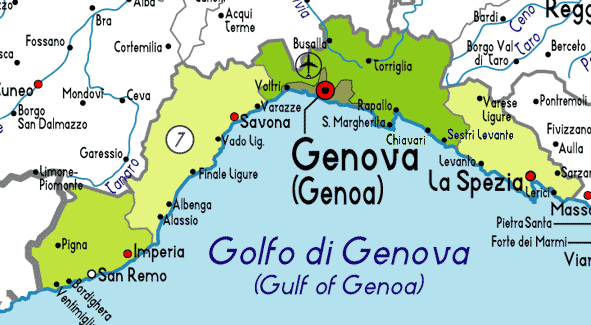
Ligúria

O lígure é uma língua galo-itálica (ou grupo de dialectos galo-italianos). Não é de confundir com a língua dos lígures antigos.
Fala-se essencialmente na Ligúria, em algumas regiões adjacentes (Toscana, Piemonte, Emília-Romanha e em Carloforte e Calasetta, na Sardenha), em Mônaco, na França meridional (onde o lígure coexiste com o occitano), em Nice, em Bonifácio, na Córsega e nos lugares onde houve emigração lígure, como na Argentina (sobretudo Buenos Aires), Austrália ou nos Estados Unidos.
Com frequência é denominado incorretamente genovês (nome autóctone zenéize), porque a fala de Gênova, a capital de Ligúria, serviu de modelo para a maioria das falas lígures e é aquela que tem uma literatura mais desenvolvida, documentada desde o século XII. O dialeto genovês seria então, por razões históricas, a variante cidadã mais representativa da língua lígure.
O roiasc (que engloba o brigasc) é uma fala de transição entre o liguriano e o occitano, com características sobretudo ligurianas.
O liguriano acaba de desenvolver uma grafia oficial estável que é regulada pela Académia Ligùstica do Brénno, e a variante genovesa começa a ser ensinada como parte de um projeto educativo em algumas escolas da cidade de Gênova de maneira opcional.

## Escrita
A língua lígure usa uma forma do alfabeto latino com 26 letras. Não se usam as letras K, W, Y'; mas se usam as formas Æ, Ç, EU.

## Amostra de texto
Tutte e personn-e nascian libere e pæge in dignitæ e driti. Son dotæ de raxon e coscensa e gh'an da agî l'unn-a verso l'atra inte 'n spirito de fradelansa.

Português

Todos os seres humanos nascem livres e iguais em dignidade e direitos. São dotados de razão e consciência e devem agir em relação uns em relação aos outros com espírito de fraternidade.
(Artigo 1º - Declaração Universal dos Direitos Humanos)